# Eulophinusia eja
Eulophinusia eja is een vliesvleugelig insect uit de familie Eulophidae. De wetenschappelijke naam is voor het eerst geldig gepubliceerd in 1921 door Girault.